# Estação Ciudad Universitaria (Metrô de Caracas)
A Estação Ciudad Universitaria é uma das estações do Metrô de Caracas, situada no município de Libertador, entre a Estação Plaza Venezuela e a Estação Los Símbolos. Administrada pela C. A. Metro de Caracas, faz parte da Linha 3.
Foi inaugurada em 18 de dezembro de 1994. Localiza-se no cruzamento da Avenida Paseo Los Ilustres com a Avenida Bellas Artes. Atende a paróquia de San Pedro.